# 江戸川区立葛西中学校
江戸川区立葛西中学校（えどがわくりつ かさいちゅうがっこう）は、東京都江戸川区中葛西に所在する区立中学校。

## 概要
略称は「葛西中（葛中）」。1947年に開校。区内では2番目に古い学校で、2020年2月に校舎全体がリニューアルされ、新しく生まれ変わった。葛西小学校と葛西中学校がひとまとまりになった校舎である。

## 所在地
- 東京都江戸川区中葛西二丁目4番3号
- 東西線葛西駅より徒歩15分

## 部活動
運動部
- サッカー
- 卓球
- ソフトテニス
- 野球
- バスケットボール
- 陸上
- バドミントン
- 水泳
- バレーボール

文化部
- 吹奏楽
- 美術
- パソコン
- 読み語り